# Sveriges damlandskamper i fotboll 2017

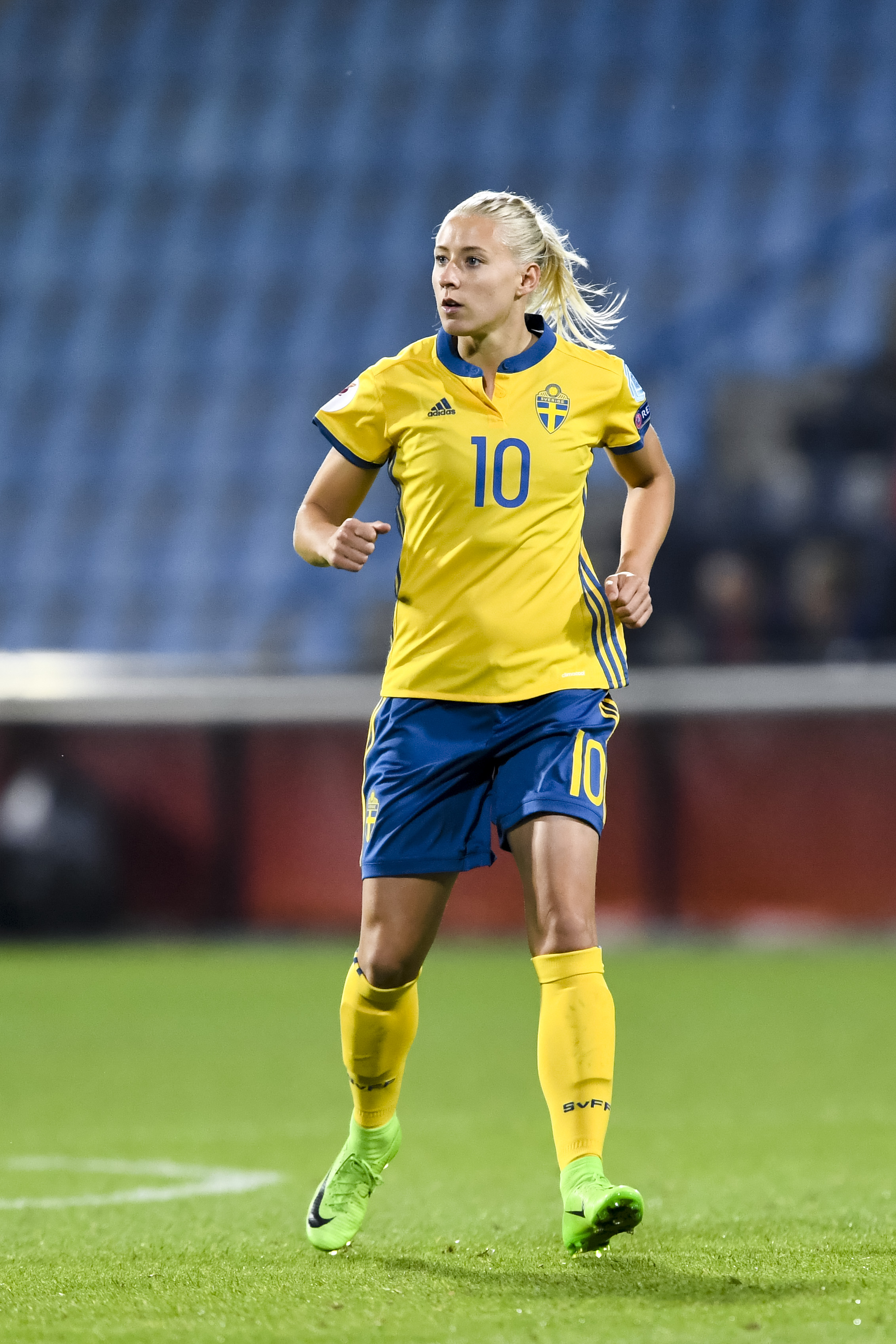
Julia Spetsmark i matchen mot Italien i gruppspelet i EM.

Sveriges damlandskamper i fotboll 2017 bestod av såväl cupspel, kvalmatcher och vänskapsmatcher. Det svenska damlandslaget deltog i EM under sommaren 2017, och nådde kvartsfinal, där det blev förlust mot hemmalaget, och blivande mästarna, Nederländerna. Under våren deltog laget i Algarve Cup, och under hösten spelades kvalmatcher till VM 2019.

## Träningslandskamper vinter
|             | 19 januari  | Norge                                             | 2 – 1           | Sverige             | La Manga                                                 |                                                          |
| 18:00 UTC+1 | 18:00 UTC+1 | Lisa-Marie Karlseng Utland 21′ Kristine Minde 26′ | (2 – 1) Rapport | 20′ Sofia Jakobsson | Spanien Publik: 30 Domare: Marta Huerta de Aza (Spanien) | Spanien Publik: 30 Domare: Marta Huerta de Aza (Spanien) |
| 18:00 UTC+1 | 18:00 UTC+1 |                                                   |                 |                     | Spanien Publik: 30 Domare: Marta Huerta de Aza (Spanien) | Spanien Publik: 30 Domare: Marta Huerta de Aza (Spanien) |
| 18:00 UTC+1 | 18:00 UTC+1 |                                                   |                 |                     | Spanien Publik: 30 Domare: Marta Huerta de Aza (Spanien) | Spanien Publik: 30 Domare: Marta Huerta de Aza (Spanien) |

|             | 24 januari  | Sverige | 0 – 0   | England | Pinatar Arena                                    |                                                  |
| 18:00 UTC+1 | 18:00 UTC+1 |         | Rapport |         | San Pedro del Pinatar Domare: Marte Sørø (Norge) | San Pedro del Pinatar Domare: Marte Sørø (Norge) |
| 18:00 UTC+1 | 18:00 UTC+1 |         |         |         | San Pedro del Pinatar Domare: Marte Sørø (Norge) | San Pedro del Pinatar Domare: Marte Sørø (Norge) |
| 18:00 UTC+1 | 18:00 UTC+1 |         |         |         | San Pedro del Pinatar Domare: Marte Sørø (Norge) | San Pedro del Pinatar Domare: Marte Sørø (Norge) |

## Algarve Cup
I Algarve Cup vann Sverige sin grupp, men blev ändå utslaget från semifinalen. Efter seger mot Ryssland i placeringsmatch  slutade Sverige på en sjunde plats.

### Gruppspel
|             | 1 mars 2017 | Australien | 0 – 1           | Sverige           | Estádio Municipal de Albufeira              |                                             |
| 18:30 UTC+± | 18:30 UTC+± |            | (0 – 0) Rapport | 60′ Lotta Schelin | Albufeira Domare: Yoshimi Yamashita (Japan) | Albufeira Domare: Yoshimi Yamashita (Japan) |
| 18:30 UTC+± | 18:30 UTC+± |            |                 |                   | Albufeira Domare: Yoshimi Yamashita (Japan) | Albufeira Domare: Yoshimi Yamashita (Japan) |
| 18:30 UTC+± | 18:30 UTC+± |            |                 |                   | Albufeira Domare: Yoshimi Yamashita (Japan) | Albufeira Domare: Yoshimi Yamashita (Japan) |

|             | 3 mars 2017 | Kina | 0 – 0   | Sverige | VRS António Sports Complex                                             |                                                                        |
| 18:30 UTC±0 | 18:30 UTC±0 |      | Rapport |         | Vila Real de Santo António Domare: Anastasija Pustovoijtova (Ryssland) | Vila Real de Santo António Domare: Anastasija Pustovoijtova (Ryssland) |
| 18:30 UTC±0 | 18:30 UTC±0 |      |         |         | Vila Real de Santo António Domare: Anastasija Pustovoijtova (Ryssland) | Vila Real de Santo António Domare: Anastasija Pustovoijtova (Ryssland) |
| 18:30 UTC±0 | 18:30 UTC±0 |      |         |         | Vila Real de Santo António Domare: Anastasija Pustovoijtova (Ryssland) | Vila Real de Santo António Domare: Anastasija Pustovoijtova (Ryssland) |

|            | 6 mars 2017 | Sverige | 0 – 1           | Nederländerna                 | Lagos Municipal Stadium                       |                                               |
| 15:00 UTC± | 15:00 UTC±  |         | (0 – 0) Rapport | 81′ (str.) Mandy van den Berg | Lagos Domare: Edina Alves Batista (Brasilien) | Lagos Domare: Edina Alves Batista (Brasilien) |
| 15:00 UTC± | 15:00 UTC±  |         |                 |                               | Lagos Domare: Edina Alves Batista (Brasilien) | Lagos Domare: Edina Alves Batista (Brasilien) |
| 15:00 UTC± | 15:00 UTC±  |         |                 |                               | Lagos Domare: Edina Alves Batista (Brasilien) | Lagos Domare: Edina Alves Batista (Brasilien) |

### Placeringsmatch 7:e plats
|             | 8 mars 2017 | Sverige                                                       | 4 – 0           | Ryssland | Estádio Municipal de Albufeira            |                                           |
| 18:30 UTC±0 | 18:30 UTC±0 | Kosovare Asllani 6′, 35′ Nilla Fischer 9′ Fridolina Rolfö 77′ | (3 – 0) Rapport |          | Albufeira Domare: Riem Hussein (Tyskland) | Albufeira Domare: Riem Hussein (Tyskland) |
| 18:30 UTC±0 | 18:30 UTC±0 |                                                               |                 |          | Albufeira Domare: Riem Hussein (Tyskland) | Albufeira Domare: Riem Hussein (Tyskland) |
| 18:30 UTC±0 | 18:30 UTC±0 |                                                               |                 |          | Albufeira Domare: Riem Hussein (Tyskland) | Albufeira Domare: Riem Hussein (Tyskland) |

## Träningslandskamper vår
|             | 6 april     | Sverige | 0 – 1           | Kanada            | Vångavallen                                              |                                                          |
| 18:00 UTC+2 | 18:00 UTC+2 |         | (0 – 1) Rapport | 33′ Janine Beckie | Trelleborg Publik: 2 157 Domare: Morag Pirie (Skottland) | Trelleborg Publik: 2 157 Domare: Morag Pirie (Skottland) |
| 18:00 UTC+2 | 18:00 UTC+2 |         |                 |                   | Trelleborg Publik: 2 157 Domare: Morag Pirie (Skottland) | Trelleborg Publik: 2 157 Domare: Morag Pirie (Skottland) |
| 18:00 UTC+2 | 18:00 UTC+2 |         |                 |                   | Trelleborg Publik: 2 157 Domare: Morag Pirie (Skottland) | Trelleborg Publik: 2 157 Domare: Morag Pirie (Skottland) |

|             | 8 juni      | Sverige | 0 – 1           | USA              | Gamla Ullevi                                             |                                                          |
| 19:30 UTC+2 | 19:30 UTC+2 |         | (0 – 0) Rapport | 56′ Rose Lavelle | Göteborg Publik: 10 011 Domare: Olga Zadinova (Tjeckien) | Göteborg Publik: 10 011 Domare: Olga Zadinova (Tjeckien) |
| 19:30 UTC+2 | 19:30 UTC+2 |         |                 |                  | Göteborg Publik: 10 011 Domare: Olga Zadinova (Tjeckien) | Göteborg Publik: 10 011 Domare: Olga Zadinova (Tjeckien) |
| 19:30 UTC+2 | 19:30 UTC+2 |         |                 |                  | Göteborg Publik: 10 011 Domare: Olga Zadinova (Tjeckien) | Göteborg Publik: 10 011 Domare: Olga Zadinova (Tjeckien) |

|             | 13 juni     | Sverige            | 1 – 0           | Skottland | Visma Arena                                    |                                                |
| 18:00 UTC+2 | 18:00 UTC+2 | Caroline Seger 84′ | (0 – 0) Rapport |           | Växjö Publik: 4 622 Domare: Marte Sørø (Norge) | Växjö Publik: 4 622 Domare: Marte Sørø (Norge) |
| 18:00 UTC+2 | 18:00 UTC+2 |                    |                 |           | Växjö Publik: 4 622 Domare: Marte Sørø (Norge) | Växjö Publik: 4 622 Domare: Marte Sørø (Norge) |
| 18:00 UTC+2 | 18:00 UTC+2 |                    |                 |           | Växjö Publik: 4 622 Domare: Marte Sørø (Norge) | Växjö Publik: 4 622 Domare: Marte Sørø (Norge) |

|             | 8 juli      | Sverige            | 1 – 0           | Mexiko | Falkenberg Arena                                              |                                                               |
| 18:15 UTC+2 | 18:15 UTC+2 | Linda Sembrant 37′ | (1 – 0) Rapport |        | Falkenberg Publik: 4 204 Domare: Barbara Poxhofer (Österrike) | Falkenberg Publik: 4 204 Domare: Barbara Poxhofer (Österrike) |
| 18:15 UTC+2 | 18:15 UTC+2 |                    |                 |        | Falkenberg Publik: 4 204 Domare: Barbara Poxhofer (Österrike) | Falkenberg Publik: 4 204 Domare: Barbara Poxhofer (Österrike) |
| 18:15 UTC+2 | 18:15 UTC+2 |                    |                 |        | Falkenberg Publik: 4 204 Domare: Barbara Poxhofer (Österrike) | Falkenberg Publik: 4 204 Domare: Barbara Poxhofer (Österrike) |

## Europamästerskapet

### Gruppspel
| 2           | 17 juli 2017 | Tyskland | 0 – 0   | Sverige | Rat Verlegh Stadion                                  |                                                      |
| 20:45 UTC+2 | 20:45 UTC+2  |          | Rapport |         | Breda Publik: 9 276 Domare: Katalin Kulcsár (Ungern) | Breda Publik: 9 276 Domare: Katalin Kulcsár (Ungern) |
| 20:45 UTC+2 | 20:45 UTC+2  |          |         |         | Breda Publik: 9 276 Domare: Katalin Kulcsár (Ungern) | Breda Publik: 9 276 Domare: Katalin Kulcsár (Ungern) |
| 20:45 UTC+2 | 20:45 UTC+2  |          |         |         | Breda Publik: 9 276 Domare: Katalin Kulcsár (Ungern) | Breda Publik: 9 276 Domare: Katalin Kulcsár (Ungern) |

| 11          | 21 juli 2017 | Sverige                                  | 2 – 0           | Ryssland | De Adelaarshorst                                              |                                                               |
| 18:00 UTC+2 | 18:00 UTC+2  | Lotta Schelin 22′ Stina Blackstenius 51′ | (1 – 0) Rapport |          | Deventer Publik: 5 764 Domare: Stéphanie Frappart (Frankrike) | Deventer Publik: 5 764 Domare: Stéphanie Frappart (Frankrike) |
| 18:00 UTC+2 | 18:00 UTC+2  |                                          |                 |          | Deventer Publik: 5 764 Domare: Stéphanie Frappart (Frankrike) | Deventer Publik: 5 764 Domare: Stéphanie Frappart (Frankrike) |
| 18:00 UTC+2 | 18:00 UTC+2  |                                          |                 |          | Deventer Publik: 5 764 Domare: Stéphanie Frappart (Frankrike) | Deventer Publik: 5 764 Domare: Stéphanie Frappart (Frankrike) |

| 20          | 25 juli 2017 | Sverige                                         | 2 – 3           | Italien                                        | De Vijverberg                                             |                                                           |
| 20:45 UTC+2 | 20:45 UTC+2  | Lotta Schelin 14′ (str.) Stina Blackstenius 47′ | (1 – 2) Rapport | 4′, 37′ Daniela Sabatino 85′ Cristiana Girelli | Doetinchem Publik: 5 203 Domare: Esther Staubli (Schweiz) | Doetinchem Publik: 5 203 Domare: Esther Staubli (Schweiz) |
| 20:45 UTC+2 | 20:45 UTC+2  |                                                 |                 |                                                | Doetinchem Publik: 5 203 Domare: Esther Staubli (Schweiz) | Doetinchem Publik: 5 203 Domare: Esther Staubli (Schweiz) |
| 20:45 UTC+2 | 20:45 UTC+2  |                                                 |                 |                                                | Doetinchem Publik: 5 203 Domare: Esther Staubli (Schweiz) | Doetinchem Publik: 5 203 Domare: Esther Staubli (Schweiz) |

### Kvartsfinal
| 25          | 29 juli 2017 | Nederländerna                          | 2 – 0           | Sverige | De Vijverberg                                                  |                                                                |
| 18:00 UTC+2 | 18:00 UTC+2  | Lieke Martens 33′ Vivianne Miedema 64′ | (1 – 0) Rapport |         | Doetinchem Publik: 11 106 Domare: Bibiana Steinhaus (Tyskland) | Doetinchem Publik: 11 106 Domare: Bibiana Steinhaus (Tyskland) |
| 18:00 UTC+2 | 18:00 UTC+2  |                                        |                 |         | Doetinchem Publik: 11 106 Domare: Bibiana Steinhaus (Tyskland) | Doetinchem Publik: 11 106 Domare: Bibiana Steinhaus (Tyskland) |
| 18:00 UTC+2 | 18:00 UTC+2  |                                        |                 |         | Doetinchem Publik: 11 106 Domare: Bibiana Steinhaus (Tyskland) | Doetinchem Publik: 11 106 Domare: Bibiana Steinhaus (Tyskland) |

## VM-kval
De danska spelarna anslöt inte till spel i kvalmatchen mot Sverige på grund av att kollektivavtalet hade löpt ut, och en ny överenskommelse inte hade nåtts. Sverige vann således matchen på WO med 3–0, då Danmark dömdes för spelvägran av UEFA. Danmark dömdes också villkorligt till att inte få delta i UEFA-turneringar under fyra år, samt att betala € 20 000 i böter till UEFA.
Till matchen hade det sålts cirka 8 000 biljetter vid beskedet om att den blev inställd. Dessa ersattes av Svenska Fotbollförbundet, som också överklagade att det danska förbundet inte hade blivit uteslutna ur kvalet, samt krävde cirka 2 000 000 kronor i skadestånd.
|             | 19 september | Kroatien | 0 – 2           | Sverige                                | Stadion Anđelko Herjavec                                  |                                                           |
| 18:00 UTC+2 | 18:00 UTC+2  |          | (0 – 0) Rapport | 62′ Lina Hurtig 90+2′ Kosovare Asllani | Varaždin Publik: 452 Domare: Eleni Lampadariou (Grekland) | Varaždin Publik: 452 Domare: Eleni Lampadariou (Grekland) |
| 18:00 UTC+2 | 18:00 UTC+2  |          |                 |                                        | Varaždin Publik: 452 Domare: Eleni Lampadariou (Grekland) | Varaždin Publik: 452 Domare: Eleni Lampadariou (Grekland) |
| 18:00 UTC+2 | 18:00 UTC+2  |          |                 |                                        | Varaždin Publik: 452 Domare: Eleni Lampadariou (Grekland) | Varaždin Publik: 452 Domare: Eleni Lampadariou (Grekland) |

|             | 20 oktober  | Sverige | 3 – 0        | Danmark | Gamla Ullevi |          |
| 18:15 UTC+2 | 18:15 UTC+2 |         | (WO) Rapport |         | Göteborg     | Göteborg |
| 18:15 UTC+2 | 18:15 UTC+2 |         |              |         | Göteborg     | Göteborg |
| 18:15 UTC+2 | 18:15 UTC+2 |         |              |         | Göteborg     | Göteborg |

|             | 24 oktober  | Sverige                                                                        | 5 – 0           | Ungern | Borås Arena                                          |                                                      |
| 18:45 UTC+2 | 18:45 UTC+2 | Lina Hurtig 14′ Nilla Fischer 20′ Kosovare Asllani 42′, 50′ Caroline Seger 43′ | (4 – 0) Rapport |        | Borås Publik: 5 563 Domare: Meliz Özcigdem (Turkiet) | Borås Publik: 5 563 Domare: Meliz Özcigdem (Turkiet) |
| 18:45 UTC+2 | 18:45 UTC+2 |                                                                                |                 |        | Borås Publik: 5 563 Domare: Meliz Özcigdem (Turkiet) | Borås Publik: 5 563 Domare: Meliz Özcigdem (Turkiet) |
| 18:45 UTC+2 | 18:45 UTC+2 |                                                                                |                 |        | Borås Publik: 5 563 Domare: Meliz Özcigdem (Turkiet) | Borås Publik: 5 563 Domare: Meliz Özcigdem (Turkiet) |

## Träningslandskamp höst
|             | 17 november | Frankrike | 0–0     | Sverige | Stade Chaban-Delmas                                      |                                                          |
| 21:00 UTC+1 | 21:00 UTC+1 |           | Rapport |         | Bordeaux Publik: 11 891 Domare: Katalin Kulcsar (Ungern) | Bordeaux Publik: 11 891 Domare: Katalin Kulcsar (Ungern) |
| 21:00 UTC+1 | 21:00 UTC+1 |           |         |         | Bordeaux Publik: 11 891 Domare: Katalin Kulcsar (Ungern) | Bordeaux Publik: 11 891 Domare: Katalin Kulcsar (Ungern) |
| 21:00 UTC+1 | 21:00 UTC+1 |           |         |         | Bordeaux Publik: 11 891 Domare: Katalin Kulcsar (Ungern) | Bordeaux Publik: 11 891 Domare: Katalin Kulcsar (Ungern) |

## Sveriges målgörare 2017
- Kosovare Asllani 5
- Lotta Schelin 3
- Nilla Fischer 2
- Stina Blackstenius 2
- Lina Hurtig 2
- Caroline Seger 2
- Sofia Jakobsson 1
- Fridolina Rolfö 1
- Linda Sembrant 1

### Fotnoter
1. ↑  Sebastian Hagberg (6 mars 2017). ”Sverige utslagna efter sent straffmål”. omni.se. Omni. https://omni.se/sverige-utslagna-efter-sent-straffmal/a/4aWOE. Läst 28 juni 2022.
2. ↑  Helena Sällström (8 mars 2017). ”Svenska styrkebeskedet: 4–0 mot Ryssland”. omni.se. Omni. https://omni.se/svenska-styrkebeskedet-40-mot-ryssland/a/dArwj. Läst 28 juni 2022.
3. ↑  Alexander Rosenlund (18 oktober 2017). ”Klart: Sveriges VM-kval mot Danmark ställs in”. fotbollskanalen.se. TV4 AB. https://www.fotbollskanalen.se/sverige/klart-sveriges-vm-kval-mot-danmark-stalls-in/. Läst 28 juni 2022.
4. ↑  Johan Rydén (22 november 2017). ”Lite funderingar kring den danska domen”. En blogg om internationell damfotboll. Johan Rydén. https://damfotboll.blog/2017/11/22/lite-funderingar-kring-den-danska-domen/. Läst 28 juni 2022.
5. ↑  TT (19 oktober 2017). ”Pengarna tillbaka för VM-kvalbiljetterna mellan Sverige och Danmark”. sverigesradio.se. Sveriges Radio. https://sverigesradio.se/artikel/6801885. Läst 28 juni 2022.
6. ↑  Alexander Rosenlund (12 december 2017). ”SvFF överklagar Uefas beslut efter inställda matchen”. fotbollskanalen.se. TV4 AB. https://www.fotbollskanalen.se/sverige/svff-overklagar-uefas-beslut-efter-installda-matchen/. Läst 28 juni 2022.
7. ↑  Aron Forsberg (9 januari 2018). ”SvFF kräver Danmark på tvåmilljoner efter inställda matchen”. fotbollskanalen.se. TV4 AB. https://www.fotbollskanalen.se/sverige/svff-kraver-danmark-pa-tva-miljoner-efter-installda-matchen/. Läst 28 juni 2022.